# Arctella lapponica
Genre
Espèce
Arctella lapponica, unique représentant du genre Arctella, est une espèce d'araignées aranéomorphes de la famille des Argyronetidae.

## Distribution
Cette espèce se rencontre en Scandinavie, en Russie, en Mongolie, aux États-Unis en Alaska et au Canada.

## Description
Le mâle holotype mesure 3,5 mm et la femelle paratype 3,5 mm
Le mâle mesure 3,5 mm et la femelle 3,5 mm.

## Systématique et taxinomie
Cette espèce a été décrite par Holm en 1945.
Ce genre a été décrit par Holm en 1945 dans les Dictynidae. Il est placé en synonymie avec Tricholathys par Holm en 1960. Il est relevé de synonymie par Lehtinen en 1967. Il est placé dans les Argyronetidae par Montana, Cala-Riquelme, Crews, Gorneau, Al-Jamal, Alequín, Spagna, Ballarin et Esposito en 2025.

## Étymologie
Son nom d'espèce lui a été donné en référence au lieu de sa découverte, la Laponie.

## Publication originale
- Holm, 1945 : « Zur Kenntnis der Spinnenfauna des Torneträskgebietes. » Arkiv för zoologi, sér. A, vol. 36, no 15, p. 1-80.